# دنيس يونسن
دنيس يونسن (بالنرويجية البوكمول: Dennis Tørset Johnsen)‏ (17 فبراير 1998 بشين في النرويج - ) هو لاعب كرة قدم نرويجي في مركز مهاجم ‏. لعب مع أياكس أمستردام.

## وصلات خارجية
- دنيس يونسن على موقع اتحاد النرويج (النرويجية)
- دنيس يونسن على موقع قاعدة بيانات كرة القدم.إي يو (الإنجليزية)
- دنيس يونسن على موقع ناشيونال فوتبول تيمز (الإنجليزية)
- دنيس يونسن على موقع Soccerway.com (الإنجليزية)